# Freestyle-Skiing-Weltcup 2006/07
Die Saison 2006/07 des von der FIS veranstalteten Freestyle-Skiing-Weltcups begann am 2. September 2006 in der chinesischen Provinz Jilin und endete am 3. März 2007 in Voss (Norwegen). Ausgetragen wurden Wettbewerbe in den Disziplinen Aerials (Springen), Moguls (Buckelpiste), Dual Moguls (Parallel-Buckelpiste), Skicross und Halfpipe. Höhepunkt und Abschluss der Saison waren die Freestyle-Skiing-Weltmeisterschaften 2007, die vom 5. bis 11. März 2007 in Madonna di Campiglio (Italien) stattfanden.

## Abkürzungen
- AE = Aerials
- MO = Moguls
- DM = Dual Moguls
- SX = Skicross
- HP = Halfpipe

## Männer

### Weltcupwertungen
| Rang | Name               | Punkte |
| ---- | ------------------ | ------ |
| 1    | Dale Begg-Smith    | 78     |
| 2    | Steve Omischl      | 68     |
| 3    | Jeret Peterson     | 61     |
| 4    | Guilbaut Colas     | 50     |
| 5    | Audun Grønvold     | 44     |
| 5    | Tomáš Kraus        | 44     |
| 7    | Alexandre Bilodeau | 41     |
| 8    | Nathan Roberts     | 39     |
| 9    | Cord Spero         | 38     |
| 10   | Qiu Sen            | 37     |

| Rang | Name                    | Punkte |
| ---- | ----------------------- | ------ |
| 1    | Steve Omischl           | 406    |
| 2    | Jeret Peterson          | 368    |
| 3    | Cord Spero              | 228    |
| 4    | Qiu Sen                 | 221    |
| 5    | Kyle Nissen             | 199    |
| 6    | Han Xiaopeng            | 197    |
| 7    | Zimafej Sliwez          | 181    |
| 8    | Ryan St. Onge           | 161    |
| 9    | Dsmitryj Daschtschynski | 157    |
| 10   | Jeff Bean               | 148    |

| Rang | Name                      | Punkte |
| ---- | ------------------------- | ------ |
| 1    | Dale Begg-Smith           | 784    |
| 2    | Guilbaut Colas            | 496    |
| 3    | Alexandre Bilodeau        | 408    |
| 4    | Nathan Roberts            | 392    |
| 5    | Pierre-Alexandre Rousseau | 349    |
| 6    | David Babic               | 309    |
| 7    | Jay Bowman-Kirigin        | 308    |
| 8    | Pierre Ochs               | 297    |
| 9    | Sami Mustonen             | 283    |
| 10   | Grégoire Dufosse          | 261    |

| Rang | Name               | Punkte |
| ---- | ------------------ | ------ |
| 1    | Audun Grønvold     | 222    |
| 2    | Tomáš Kraus        | 220    |
| 3    | Hiroomi Takizawa   | 180    |
| 4    | Mike Schmid        | 110    |
| 5    | Eric Iljans        | 94     |
| 6    | Robin Lenel        | 92     |
| 7    | Stanley Hayer      | 90     |
| 8    | Zdeněk Šafář       | 85     |
| 9    | Massimiliano Iezza | 84     |
| 10   | Simon Bastelica    | 76     |

| Rang | Name                   | Punkte |
| ---- | ---------------------- | ------ |
| 1    | Kalle Leinonen         | 100    |
| 2    | Antti-Jussi Kemppainen | 80     |
| 3    | Josh Bibby             | 60     |
| 4    | Tucker Perkins         | 50     |
| 5    | Mike Henitiuk          | 45     |
| 6    | Lyndon Sheehan         | 40     |
| 7    | Jack Sullan            | 36     |
| 8    | Pierre Guyot           | 32     |
| 9    | Patrick Pattori        | 29     |
| 10   | Mike Mertion           | 26     |

### Podestplätze
| Datum                                                                              | Ort              | Disz. | 1. Platz             | 2. Platz                  | 3. Platz             |
| ---------------------------------------------------------------------------------- | ---------------- | ----- | -------------------- | ------------------------- | -------------------- |
| 02.09.2006                                                                         | Mount Buller     | AE    | Wettbewerb abgesagt. | Wettbewerb abgesagt.      | Wettbewerb abgesagt. |
| 03.09.2006                                                                         | Mount Buller     | AE    | Wettbewerb abgesagt. | Wettbewerb abgesagt.      | Wettbewerb abgesagt. |
| 09.12.2006                                                                         | Jilin Beida Lake | AE    | Ryan St. Onge        | Han Xiaopeng              | Jeff Bean            |
| 10.12.2006                                                                         | Jilin Beida Lake | AE    | Steve Omischl        | Zimafej Sliwez            | Aljaksej Hryschyn    |
| 17.12.2006                                                                         | Kreischberg      | SX    | Wettbewerb abgesagt. | Wettbewerb abgesagt.      | Wettbewerb abgesagt. |
| 06.01.2007                                                                         | Mount Gabriel    | MO    | Dale Begg-Smith      | Guilbaut Colas            | Alexandre Bilodeau   |
| 07.01.2007                                                                         | Mount Gabriel    | AE    | Cord Spero           | Ryan Blais                | Jeret Peterson       |
| 10.01.2007                                                                         | Flaine           | SX    | Audun Grønvold       | Hiroomi Takizawa          | Tomáš Kraus          |
| 11.01.2007                                                                         | Deer Valley      | MO    | Nathan Roberts       | Grégoire Dufosse          | Osamu Ueno           |
| 11.01.2007                                                                         | Deer Valley      | DM    | Guilbaut Colas       | Vincent Marquis           | Per Spett            |
| 12.01.2007                                                                         | Deer Valley      | AE    | Jeret Peterson       | Steve Omischl             | Sen Qiu              |
| 13.01.2007                                                                         | Deer Valley      | AE    | Jeret Peterson       | Anton Kuschnir            | Stanislaw Krawtschuk |
| 18.01.2007                                                                         | Lake Placid      | MO    | Wettbewerb abgesagt. | Wettbewerb abgesagt.      | Wettbewerb abgesagt. |
| 20.01.2007                                                                         | Lake Placid      | AE    | Wettbewerb abgesagt. | Wettbewerb abgesagt.      | Wettbewerb abgesagt. |
| 02.02.2007                                                                         | Les Contamines   | SX    | Audun Grønvold       | Tomáš Kraus               | Eric Iljans          |
| 02.02.2007                                                                         | Špindlerův Mlýn  | MO    | Wettbewerb abgesagt. | Wettbewerb abgesagt.      | Wettbewerb abgesagt. |
| 03.02.2007                                                                         | Špindlerův Mlýn  | AE    | Wettbewerb abgesagt. | Wettbewerb abgesagt.      | Wettbewerb abgesagt. |
| 04.02.2007                                                                         | Špindlerův Mlýn  | SX    | Wettbewerb abgesagt. | Wettbewerb abgesagt.      | Wettbewerb abgesagt. |
| 05.02.2007                                                                         | La Plagne *      | MO    | Sami Mustonen        | Alexandre Bilodeau        | Dale Begg-Smith      |
| 06.02.2007                                                                         | La Plagne *      | DM    | Dale Begg-Smith      | Pierre-Alexandre Rousseau | Guilbaut Colas       |
| 16.02.2007                                                                         | Inawashiro       | MO    | Nathan Roberts       | Jay Bowman-Kirigin        | Yugo Tsukita         |
| 17.02.2007                                                                         | Inawashiro       | DM    | Dale Begg-Smith      | Mikko Ronkainen           | Guilbaut Colas       |
| 18.02.2007                                                                         | Inawashiro       | SX    | Hiroomi Takizawa     | Tomáš Kraus               | Mike Schmid          |
| 23.02.2007                                                                         | Apex             | MO    | Dale Begg-Smith      | Alexandre Bilodeau        | Maxime Gingras       |
| 24.02.2007                                                                         | Apex             | AE    | Steve Omischl        | Kyle Nissen               | Jeret Peterson       |
| 25.02.2007                                                                         | Apex             | HP    | Kalle Leinonen       | Antti-Jussi Kempainen     | Josh Bibby           |
| 02.03.2007                                                                         | Voss             | MO    | Dale Begg-Smith      | Nobuyuki Nishi            | Alexandre Bilodeau   |
| 02.03.2007                                                                         | Voss             | MO    | Dale Begg-Smith      | Sami Mustonen             | David Babic          |
| 03.03.2007                                                                         | Voss             | HP    | Wettbewerb abgesagt. | Wettbewerb abgesagt.      | Wettbewerb abgesagt. |
| 5. bis 11. März 2007: Freestyle-Skiing-Weltmeisterschaften in Madonna di Campiglio |                  |       |                      |                           |                      |

* Ersatzaustragungsort für Tignes

## Frauen

### Weltcupwertungen
| Rang | Name              | Punkte |
| ---- | ----------------- | ------ |
| 1    | Jennifer Heil     | 87     |
| 2    | Jacqui Cooper     | 79     |
| 3    | Li Nina           | 70     |
| 4    | Shannon Bahrke    | 55     |
| 5    | Ophélie David     | 52     |
| 6    | Margarita Marbler | 49     |
| 7    | Evelyne Leu       | 46     |
| 8    | Magdalena Iljans  | 45     |
| 9    | Guo Xinxin        | 43     |
| 10   | Kristi Richards   | 42     |

| Rang | Name           | Punkte |
| ---- | -------------- | ------ |
| 1    | Jacqui Cooper  | 475    |
| 2    | Li Nina        | 420    |
| 3    | Evelyne Leu    | 274    |
| 4    | Guo Xinxin     | 259    |
| 5    | Ala Zuper      | 215    |
| 6    | Cheng Shuang   | 206    |
| 7    | Zhang Xin      | 184    |
| 8    | Manuela Müller | 174    |
| 9    | Anna Sukal     | 159    |
| 10   | Dai Shuangfei  | 156    |

| Rang | Name                | Punkte |
| ---- | ------------------- | ------ |
| 1    | Jennifer Heil       | 784    |
| 2    | Shannon Bahrke      | 496    |
| 3    | Margarita Marbler   | 442    |
| 4    | Kristi Richards     | 381    |
| 5    | Stéphanie St-Pierre | 319    |
| 6    | Ingrid Berntsen     | 291    |
| 7    | Shelly Robertson    | 288    |
| 8    | Nikola Sudová       | 271    |
| 9    | Sara Kjellin        | 261    |
| 10   | Michelle Roark      | 255    |

| Rang | Name              | Punkte |
| ---- | ----------------- | ------ |
| 1    | Ophélie David     | 260    |
| 2    | Magdalena Iljans  | 225    |
| 3    | Méryll Boulangeat | 168    |
| 4    | Seraina Murk      | 150    |
| 5    | Émilie Serain     | 122    |
| 6    | Valentine Scuotto | 99     |
| 7    | Saša Farič        | 94     |
| 7    | Julia Manhard     | 94     |
| 9    | Marion Josserand  | 71     |
| 10   | Noriko Fukushima  | 69     |

| Rang | Name                | Punkte |
| ---- | ------------------- | ------ |
| 1    | Jessica Cumming     | 100    |
| 2    | Davina Williams     | 80     |
| 3    | Jennifer Hudak      | 60     |
| 4    | Rosalind Groenewoud | 50     |
| 5    | Ingrid Berntsen     | 45     |
| 6    | Anaïs Caradeux      | 40     |
| 7    | Philippa Simmonds   | 36     |
| 8    | Karin Corcoran      | 32     |
| 9    | Emily Higgins       | 29     |
| 10   | Chelsea Henitiuk    | 26     |

### Podestplätze
| Datum                                                                              | Ort              | Disz. | 1. Platz             | 2. Platz             | 3. Platz             |
| ---------------------------------------------------------------------------------- | ---------------- | ----- | -------------------- | -------------------- | -------------------- |
| 02.09.2006                                                                         | Mount Buller     | AE    | Wettbewerb abgesagt. | Wettbewerb abgesagt. | Wettbewerb abgesagt. |
| 03.09.2006                                                                         | Mount Buller     | AE    | Wettbewerb abgesagt. | Wettbewerb abgesagt. | Wettbewerb abgesagt. |
| 09.12.2006                                                                         | Jilin Beida Lake | AE    | Li Nina              | Zhang Xin            | Wang Jiao            |
| 10.12.2006                                                                         | Jilin Beida Lake | AE    | Li Nina              | Jacqui Cooper        | Xu Mengtao           |
| 17.12.2006                                                                         | Kreischberg      | SX    | Wettbewerb abgesagt. | Wettbewerb abgesagt. | Wettbewerb abgesagt. |
| 06.01.2007                                                                         | Mount Gabriel    | MO    | Shannon Bahrke       | Sara Kjellin         | Margarita Marbler    |
| 07.01.2007                                                                         | Mount Gabriel    | AE    | Jacqui Cooper        | Manuela Müller       | Veronika Bauer       |
| 10.01.2007                                                                         | Flaine           | SX    | Magdalena Iljans     | Ophélie David        | Seraina Murk         |
| 11.01.2007                                                                         | Deer Valley      | MO    | Shannon Bahrke       | Jennifer Heil        | Hannah Kearney       |
| 11.01.2007                                                                         | Deer Valley      | DM    | Audrey Robichaud     | Kristi Richards      | Jennifer Heil        |
| 12.01.2007                                                                         | Deer Valley      | AE    | Jacqui Cooper        | Li Nina              | Ala Zuper            |
| 13.01.2007                                                                         | Deer Valley      | AE    | Evelyne Leu          | Li Nina              | Guo Xinxin           |
| 18.01.2007                                                                         | Lake Placid      | MO    | Wettbewerb abgesagt. | Wettbewerb abgesagt. | Wettbewerb abgesagt. |
| 20.01.2007                                                                         | Lake Placid      | AE    | Wettbewerb abgesagt. | Wettbewerb abgesagt. | Wettbewerb abgesagt. |
| 02.02.2007                                                                         | Les Contamines   | SX    | Méryll Boulangeat    | Ophélie David        | Katharina Gutensohn  |
| 02.02.2007                                                                         | Špindlerův Mlýn  | MO    | Wettbewerb abgesagt. | Wettbewerb abgesagt. | Wettbewerb abgesagt. |
| 03.02.2007                                                                         | Špindlerův Mlýn  | AE    | Wettbewerb abgesagt. | Wettbewerb abgesagt. | Wettbewerb abgesagt. |
| 04.02.2007                                                                         | Špindlerův Mlýn  | SX    | Wettbewerb abgesagt. | Wettbewerb abgesagt. | Wettbewerb abgesagt. |
| 05.02.2007                                                                         | La Plagne *      | MO    | Jennifer Heil        | Deborah Scanzio      | Margarita Marbler    |
| 06.02.2007                                                                         | La Plagne *      | DM    | Jennifer Heil        | Ingrid Berntsen      | Sara Kjellin         |
| 16.02.2007                                                                         | Inawashiro       | MO    | Jennifer Heil        | Michelle Roark       | Stéphanie St-Pierre  |
| 17.02.2007                                                                         | Inawashiro       | DM    | Wettbewerb abgesagt. | Wettbewerb abgesagt. | Wettbewerb abgesagt. |
| 18.02.2007                                                                         | Inawashiro       | SX    | Ophélie David        | Magdalena Iljans     | Méryll Boulangeat    |
| 23.02.2007                                                                         | Apex             | MO    | Jennifer Heil        | Shannon Bahrke       | Kristi Richards      |
| 24.02.2007                                                                         | Apex             | AE    | Jacqui Cooper        | Cheng Shuang         | Li Nina              |
| 25.02.2007                                                                         | Apex             | HP    | Jessica Cumming      | Davina Williams      | Jennifer Hudak       |
| 02.03.2007                                                                         | Voss             | MO    | Jennifer Heil        | Margarita Marbler    | Stéphanie St-Pierre  |
| 02.03.2007                                                                         | Voss             | MO    | Jennifer Heil        | Margarita Marbler    | Kristi Richards      |
| 03.03.2007                                                                         | Voss             | HP    | Wettbewerb abgesagt. | Wettbewerb abgesagt. | Wettbewerb abgesagt. |
| 5. bis 11. März 2007: Freestyle-Skiing-Weltmeisterschaften in Madonna di Campiglio |                  |       |                      |                      |                      |

* Ersatzaustragungsort für Tignes

## Nationencup
| Rang | Land                | Punkte |
| ---- | ------------------- | ------ |
| 1    | Kanada              | 678    |
| 2    | Vereinigte Staaten  | 525    |
| 3    | Volksrepublik China | 358    |
| 4    | Frankreich          | 353    |
| 5    | Schweiz             | 284    |
| 6    | Australien          | 213    |
| 7    | Japan               | 210    |
| 8    | Russland            | 174    |
| 9    | Belarus             | 150    |
| 10   | Tschechien          | 131    |

| Rang | Land                | Punkte |
| ---- | ------------------- | ------ |
| 1    | Kanada              | 382    |
| 2    | Vereinigte Staaten  | 266    |
| 3    | Frankreich          | 213    |
| 4    | Japan               | 134    |
| 5    | Schweiz             | 133    |
| 6    | Russland            | 116    |
| 7    | Finnland            | 114    |
| 8    | Volksrepublik China | 111    |
| 9    | Australien          | 100    |
| 10   | Belarus             | 090    |

| Rang | Land                | Punkte |
| ---- | ------------------- | ------ |
| 1    | Kanada              | 296    |
| 2    | Vereinigte Staaten  | 259    |
| 3    | Volksrepublik China | 247    |
| 4    | Schweiz             | 151    |
| 5    | Frankreich          | 140    |
| 6    | Australien          | 113    |
| 7    | Schweden            | 079    |
| 8    | Japan               | 076    |
| 9    | Deutschland         | 066    |
| 10   | Österreich          | 061    |